# Armata Imperială Rusă

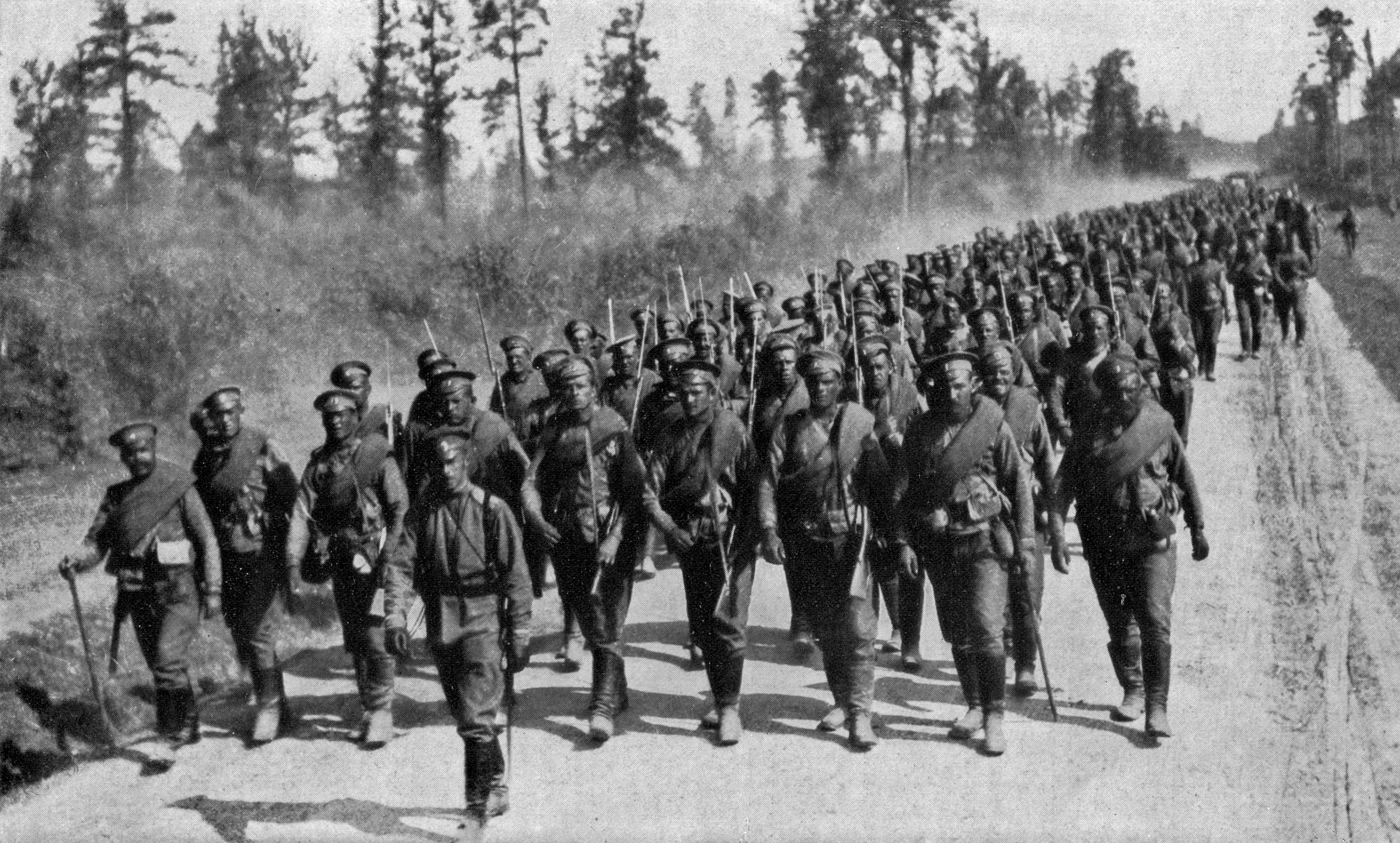

Armata Imperială Rusă a fost armata terestră a Imperiului Rus de la crearea acestuia în 1721 de către țarul Petru cel Mare până la Revoluția bolșevică din 1917 când se formează URSS. După revoluție Armata Imperială Rusă a fost redenumită în „Armata revoluționareă a Rusiei eliberate”.